# William F. Goodling

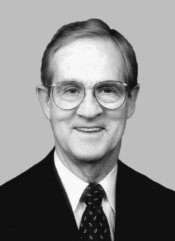
William F. Goodling

William Franklin „Bill“ Goodling (* 5. Dezember 1927 in Loganville, York County, Pennsylvania; † 17. September 2017 in York, Pennsylvania) war ein US-amerikanischer Politiker. Zwischen 1975 und 2001 vertrat er den Bundesstaat Pennsylvania im US-Repräsentantenhaus.

## Werdegang
William Goodling war der Sohn des Kongressabgeordneten George Atlee Goodling (1896–1982). Er besuchte bis 1945 die William Penn High School in York. Zwischen 1946 und 1948 diente er in der United States Army. Danach studierte er bis 1953 an der University of Maryland. Es folgten weitere Studiengänge am Western Maryland College (bis 1957) und der Pennsylvania State University (bis 1963). In der Folge bekleidete er verschiedene Lehrämter in ganz Pennsylvania. Politisch schloss er sich, wie bereits sein Vater, der Republikanischen Partei an.
Bei den Kongresswahlen des Jahres 1974 wurde Goodling im 19. Wahlbezirk von Pennsylvania in das US-Repräsentantenhaus in Washington, D.C. gewählt, wo er am 3. Januar 1975 die Nachfolge seines Vaters antrat. Nach zwölf Wiederwahlen konnte er bis zum 3. Januar 2001 insgesamt 13 Legislaturperioden im Kongress absolvieren. Von 1995 bis 1997 war er Vorsitzender des Committee on Economic and Educational Opportunities; von 1997 bis 2001 leitete er den Ausschuss für Bildung und Arbeit. Im Jahr 2000 verzichtete er auf eine weitere Kandidatur.
Zuletzt war William Goodling Vorstandsvorsitzender des Goodling Institute for Research in Family Literacy.